# Сартаков Сергій Венедиктович
Сергій Венедиктович Сартаков (рос. Серге́й Венеди́ктович Сартако́в, 13 березня (26 березня) 1908, Омськ — пом. 1 травня 2005, Москва) — російський радянський письменник, один із вищих керівників Спілки письменників СРСР та Спілки письменників РФРСР. Герой Соціалістичної Праці.

## Біографія
Сергій Сартаков народився в 1908 році в Омську. У 1918 році у зв'язку з побоюванням репресій з боку влади Колчака батьки майбутнього письменника спочатку перебралися до міста Нижньоудинськ, а пізніше проживали в глухому селі в тайзі. У зв'язку з тим, що Сартаков не міг відвідувати школу, оскільки вона знаходилась далеко від села, то в 1924 році він здав курс середньої школи екстерном. У 1928 році сім'я Сартакових перебралась до Мінусінська, де Сергій став працювати в столярній артелі, де одночасно став обліковцем, та поступив на навчання на Вищі рахунково-фінансові курси в Москві, а в 1931 році став головним бухгалтером лісопильного заводу. У 1931 році призваний на строкову службу в Червону Армію, після демобілізації деякий час працював у Москві, проте невдовзі повернувся до Красноярського краю, та невдовзі став головним бухгалтером тресту «Північполярліс», який спочатку розміщувався в Єнісейську, а пізніше переїхав до Красноярська. Під час радянсько-німецької війни Сартакова спочатку мобілізували до армії, але за кілька днів демобілізували, оскільки він займав важливу державну посаду, після чого Сартаков повернувся на своє місце роботи, де пропрацював до закінчення війни. Після закінчення війни, з середини 40-х років ХХ століття, Сергій Сартаков став професійним письменником.
У 1946 році Сергій Сартаков став членом Спілки письменників СРСР, та в цьому ж році став ініціатором створення в Красноярську місцевої організації спілки. На цій посаді він допомагав багатьом молодим літераторам опублікувати свої перші твори, не цурався допомагати й репресованим літераторам. Обирався депутатом Верховної Ради РСФСР У 1957 році його обрали в оргкомітет зі створення Спілки письменників РФРСР, і наступного року він з родиною перебрався до Москви. Протягом 8 років до 1966 року Сартаков був заступником голови Спілки письменників РФРСР, потім до 1986 року працював секретарем Спілки письменників СРСР, після чого не видавався і не працював. Помер Сергій Сартаков у Москві у 2005 році, похований на Передєлкінському цвинтарі.

## Літературна творчість
Літературною творчістю Сергій Сартаков розпочав у 1930-х роках, коли почав публікувати в красноярській пресі статті та фейлетони. Перше оповідання автора «Олексій Худоногов» опубліковане в 1938 році. У 1945 році вийшла друком перша збірка творів Сартакова під назвою його першого оповідання. У 1946 році вийшла друком перша повість письменника «По Чунських порогах», у якій розповідається про подорож двох хлопців по річці Єнісей на човні. У 1951 році вийшов друком перший роман Сартакова «Кам'яний фундамент», а у 1948—1955 роках вийшли три частини першого монументального твору письменника — роману «Хребти Саянські», в якому описується життя в Сибіру в кінці ХІХ століття. У 1957—1967 роках вийшли друком три повісті автора, які об'єднують в трилогію «Барбінські повісті». У 1966—1971 роках вийшов друком ще один великий роман письменника «Філософський камінь», який фактично є продовженням «Хребтів Саянських», та розповідає про життя в Сибіру у кінці 10-х та впродовж 20-х років ХХ століття. У 1975 році вийшов друком роман Сартакова «А ти гори, зірко». У 1981 році вийшла друком повість письменника «Свинцевий монумент», а в 1985 році опубліковано його останній великий твір — повість «Вічна пісня — колискова». Протягом усієї письменницької діяльності Сергій Сартаков неухильно дотримувався принципів соціалістичного реалізму, та й сам говорив, що підпорядкував свою письменницьку діяльність вимогам партії, хоча особливо в пізніх творах це помітно погіршило побудову сюжетної лінії, та значно зменшило злагодженість і цілісність композиції творів.

## Премії та нагороди
- Герой Соціалістичної Праці (1984)
- два ордени Леніна (1971; 1984)
- Орден Жовтневої Революції (1978)
- Орден Дружби народів
- Державна премія СРСР (1970) — за трилогію «Барбінські повісті»
- Почесний громадянин Красноярська (1975)

## Вибрана бібліографія

### Романи
- 1951 — Каменный фундамент
- 1955 — Хребты Саянские
- 1971 — Философский камень
- 1975 — А ты гори, звезда
- 1981 — Свинцовый монумент

### Повісті
- 1946 — По Чунским порогам
- 1949 — Плот идёт на Север
- 1961 — Ледяной клад
- Барбинские повести:
  - 1957 — Горный ветер"
  - 1960 — Не отдавай королеву
  - 1967 — Медленный гавот
- 1967 — Первая встреча
- 1969 — Жаркий летний день
- 1985 — Вечная песнь — колыбельная